# 社会主义替代运动
社会主义替代运动（葡萄牙語：Movimento Alternativa Socialista，缩写为MAS）是葡萄牙的一个托洛茨基主义政党。该党成立于2000年，原名左翼革命阵线。该党的意识形态是共产主义、马克思主义、托洛茨基主义。该党的政治立场是极左翼。该党的领导人是Gil Garcia。该党的总部位于里斯本。该党出版刊物《粉碎》。2017年以前，该党是国际工人联盟—第四国际的支部。